# José Mendes dos Reis
José Mendes dos Reis OTE • ComC • ComA • GOA • ComSE (São José de Macapá, 1 de Abril de 1873 — Lisboa, 19 de Novembro de 1971) foi um oficial do Exército Português e político, que se destacou como comandante da guarnição de Lisboa durante os acontecimentos revolucionários de 1919. Militante do Partido Liberal Republicano, foi senador e Ministro da Guerra (1920) e teve importante papel nos movimentos revolucionários contra a Ditadura Nacional em Portugal.

## Biografia
José Mendes dos Reis nasceu em 1 de Abril de 1873, na cidade de Macapá, no Brasil, filho de José dos Reis e de sua mulher Maria Águeda Mendes de Lemos emigrantes naturais da vila de Loriga, Seia. A família regressou a Portugal quando ele era criança.
A 19 de Novembro de 1889 alistou-se com voluntário no Regimento de Infantaria N.º 5, sendo promovido a Alferes em 30 de Novembro de 1895, iniciando uma carreira como oficial de Infantaria do Exército Português que terminaria no posto de Coronel, alcançado a 11 de Março de 1922.
Durante a sua formação militar dedicou-se à esgrima, tendo recebido vários prémios pelo seu desempenho nessa disciplina. Foi professor de esgrima na Escola Prática de Cavalaria.
Distinguiu-se na luta contra a Monarquia do Norte em 1911 e 1912 por ocasião das incursões e movimentos monárquicos do Norte. Na campanha contra os monárquicos comandou um destacamento de metralhadoras do Regimento de Infantaria n.º 5 em operações em Braga, Arcos de Valdevez, Chaves e Montalegre. Em 1912 comandou o destacamento que sufocou a rebelião monárquica em Celorico de Basto.
Em 1914 e 1915, no posto de Capitão, esteve mobilizado para as operações no Sul de Angola, participando nos recontros que ocorreram ao longo da então fronteira com o Sudoeste Africano Alemão. Esteve envolvido no combate de Naulila, ocorrido em Dezembro de 1914, pois, ao comando de uma força composta por três companhias de infantaria, totalizando cerca de 550 homens, uma bataria de metralhadoras, uma de artilharia com três peças e um Esquadrão de Dragões (este chefiado pelo tenente Francisco Aragão, que ficaria conhecido pelo herói de Naulila), fora enviado para defesa do troço de fronteira ameaçado pelas forças alemãs.
Após a entrada de Portugal na Grande Guerra, comandou uma força de Infantaria e Metralhadoras que forçou o embarque do Batalhão de Infantaria n.º 21, que apesar de ter sido mobilizado para integrar o Corpo Expedicionário Português (CEP) se recusava a partir para França. Comandou também a força que procedeu à prisão dos oficiais de Batalhão de Infantaria N.º 34 que em 1917 se recusaram a embarcar para a França. Em 1918 foi mobilizado para integrar o CEP, tendo prestado serviços em França e na Grã-Bretanha, onde esteve como chefe de uma missão militar.
Entre 1919 e 1926 foi Senador no Congresso da República, eleito em quatro legislaturas consecutivas. Nesse período exerceu por diversas vezes as funções de secretário da mesa do Senado da República. Representou o Senado como vogal no Conselho Colonial. Foi Ministro da Guerra do frustrado governo de Fernandes Costa em Janeiro de 1920.
Após o Golpe de 28 de Maio de 1926 foi um dos mais destacados opositores aos governos da Ditadura Nacional, particularmente por ter sido um dos líderes da chamada Revolta do Remorso, o movimento militar que em Lisboa se solidarizou com a fracassada Revolta de Fevereiro de 1927 contra o governo saído do movimento de 28 de Maio, centrada no Porto. O comandante Agatão Lança foi o líder militar do levantamento em Lisboa, tendo como segundo comandante o coronel José Mendes dos Reis. Face à recusa de adesão das principais unidades do Exército, estas forças eram constituídas por marinheiros, unidades da Guarda Nacional Republicana e por civis armados, alguns deles antigos membros da Movimento da Formiga Branca. Nesse mesmo ano aderiu à Maçonaria. 
Em consequência da sua participação na revolta, foi separado do serviço de 15 de Novembro de 1927 a 11 de Julho de 1930, sendo  preso e deportado para Angola. Foi compulsivamente reformado a 12 de Julho de 1930 pelo governo da Ditadura Nacional.
Amnistiado e reintegrado no ano seguinte, foi autorizado a regressar de Angola, mas foi-lhe fixada residência no Funchal. Em conjunto com outros exilados, aderiu à Revolta da Madeira, de Abril de 1931, liderada por Sousa Dias.
Fracassada a revolta, foi novamente preso e demitido do Exército em Abril de 1931. Em 1937 foi novamente amnistiado e reintegrado em situação de reforma.
Fixou-se em Lisboa, cidade onde viria a falecer com 98 anos de idade, no dia 19 de Novembro de 1971. O seu espólio, que inclui a sua folha de serviços como militar que regista dezenas de louvores e condecorações, foi legado, após a Revolução de 25 de Abril de 1974, à Junta de Freguesia de Loriga.
Entre as muitas condecorações e louvores que recebeu, destacam-se a medalha de ouro comemorativa das Campanhas do Exército Português, com a legenda Sul de Angola 1914-1915, a Medalha Comemorativa do C.E.P., com a legenda "França 1917-1918", a Medalha da Vitória com Estrela, e a Cruz de Guerra de 1.ª Classe. A 28 de Fevereiro de 1919 foi feito Comendador da Ordem Militar de São Bento de  Avis, a 29 de Março de 1919 foi feito Comendador da Ordem Militar de Nosso Senhor Jesus Cristo, a 28 de Junho de 1919 foi feito Comendador da Antiga, Nobilíssima e Esclarecida Ordem Militar de Sant'Iago da Espada, do Mérito Científico, Literário e Artístico, a 5 de Outubro de 1919 foi feito Oficial da Antiga e Muito Nobre Ordem Militar da Torre e Espada, do Valor, Lealdade e Mérito e a 5 de Outubro de 1922 foi elevado a Grande-Oficial da Ordem Militar de São Bento de Avis. Foi também Oficial com Distintivo Branco da Ordem do Mérito Militar de Espanha.